# Name Binding Protocol
Name Binding Protocol (NBP) är ett nätverksprotokoll som används av nätverksprogrammet Appletalk för att hantera namnen på nätverksenheter och översätta dessa till adresser.